# Asistencia sanitaria en Corea del Sur

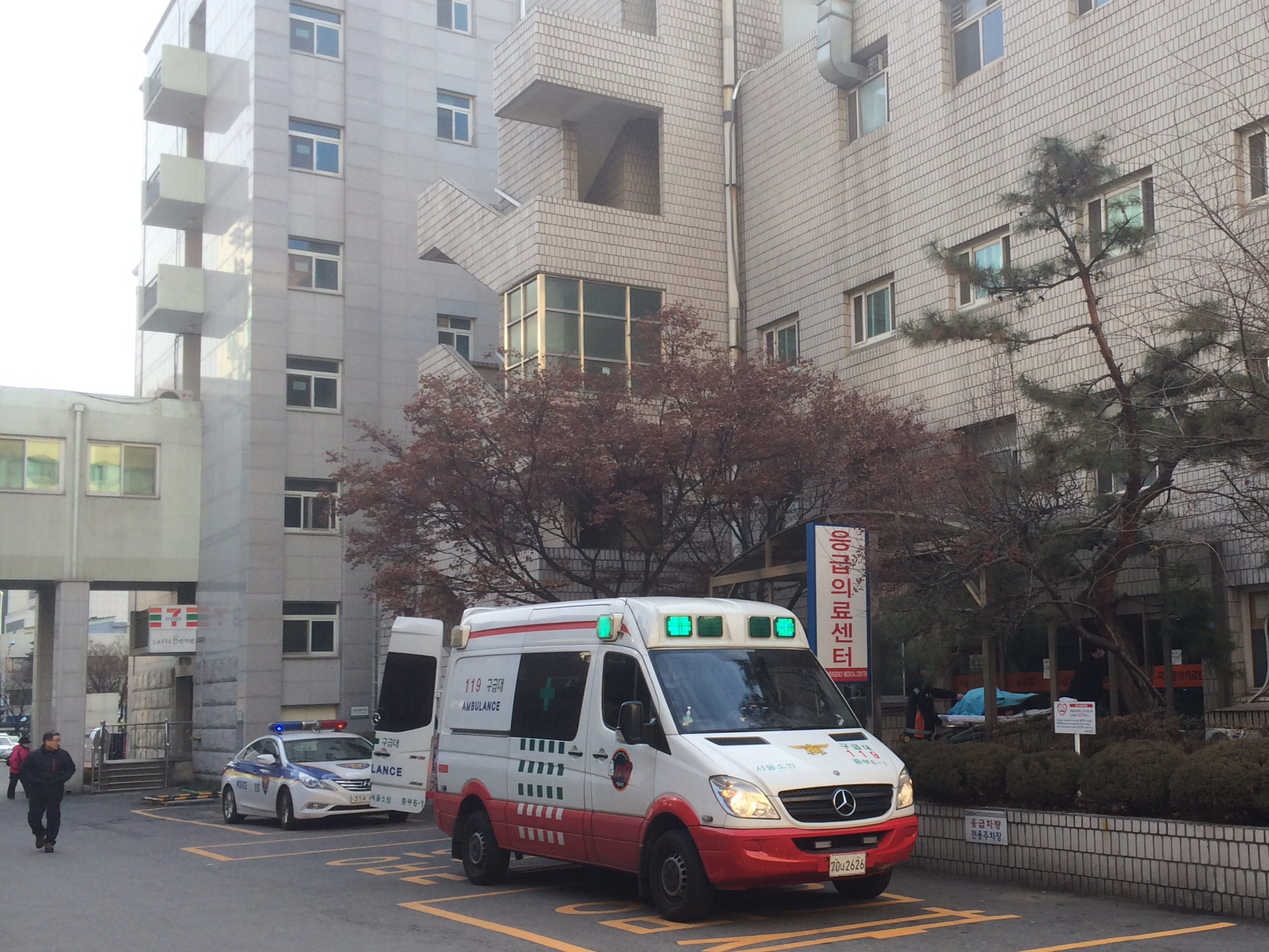
Ambulancia frente al National Medical Center de Seúl

La población de Corea del Sur tiene acceso a la asistencia sanitaria universal, ocupando el primer lugar en la OCDE en cuanto al acceso a la asistencia sanitaria. La satisfacción por esta ha estado constantemente entre las más altas del mundo. Corea del Sur fue clasificado como el cuarto sistema de salud más eficiente por Bloomberg.

## Comparativa
La calidad de la atención médica de Corea del Sur ha sido clasificada como una de las mejores del mundo. Tuvo la tasa de supervivencia de cáncer colorrectal más alta de la OCDE con un 72,8 %, por encima del 55,5 % de Dinamarca o el 54,5 % del Reino Unido. Se clasificó en segundo lugar en la tasa de supervivencia del cáncer de cuello uterino con 76,8 %, por encima del 64,5 % de Alemania o EE. UU. con 62,2 %. La mortalidad hospitalaria por accidente cerebrovascular hemorrágico por cada 100 altas hospitalarias fue la tercera más baja de la OCDE con 13,7 muertes, que fue casi la mitad de la de EE. UU. con 22,3 o la de Francia con 24 muertes. En cuanto a los accidentes cerebrovasculares isquémicos, ocupó el segundo lugar con 3,4 muertes, lo que representaba casi un tercio de las 9,4 muertes de Australia o las 9,7 muertes de Canadá. Los hospitales de Corea del Sur se clasificaron en cuarto lugar en cuanto a unidades de resonancia magnética per cápita y en sexto lugar en cuanto a escáneres de TC per cápita en la OCDE. También ocupaba el segundo mayor número de camas de hospital por cada 1000 personas en la OCDE con 9,56 camas, que era más del triple de las 2,71 de Suecia, 2,75 de Canadá, 2,95 de Reino Unido, o EE. UU. con 3,05 camas.

## Sistema de seguro médico
El seguro nacional de salud se introdujo con la Ley del Seguro Nacional de Salud de 1977, que proporcionó un seguro de salud a los trabajadores industriales de las grandes empresas. El programa se amplió en 1979 para incluir a otros trabajadores, como empleados del gobierno y profesores privados. Posteriormente, este programa se extendió progresivamente al público en general, logrando finalmente la cobertura universal en 1989. A pesar de poder lograr la asistencia sanitaria universal, este programa dio lugar a más problemas de equidad dentro de la sociedad, ya que agrupó a las personas en diferentes categorías basadas en factores demográficos como la ubicación geográfica y el tipo de empleo. Estos diferentes grupos finalmente recibieron una cobertura diferente de sus respectivos proveedores de atención médica. 
En un principio, el sistema de salud dependía de sociedades de seguros sin fines de lucro para administrar y proporcionar la cobertura del seguro de salud. A medida que el programa se expandió de 1977 a 1989, el gobierno decidió permitir que diferentes sociedades de seguros proporcionaran cobertura a diferentes sectores de la población con el fin de minimizar la intervención del gobierno en el sistema de seguro de salud. Esto produjo un sistema muy ineficiente, que resultó en más de 350 sociedades de seguros de salud diferentes. Una reforma de la financiación de la salud en el año 2000 fusionó todas las sociedades médicas en el Servicio Nacional de Seguro de Salud. Este nuevo servicio se convirtió en un sistema de salud de pagador único en 2004. El retraso de cuatro años se produjo debido a los desacuerdos en la legislatura sobre cómo evaluar adecuadamente a los trabajadores autónomos para determinar su contribución.
El sistema de seguros se financia mediante contribuciones, subsidios gubernamentales y recargos por tabaco, y la Corporación Nacional de Seguros de Salud es la principal institución supervisora. Los contribuyentes empleados deben pagar el 5,08 % de su salario (pagado por el empleador), mientras que las contribuciones de los trabajadores autónomos se calculan sobre la base de los ingresos y los bienes del individuo. El gobierno nacional aporta el 14 % del monto total de la financiación y los recargos por tabaco representan el 6 % de la financiación. El gasto total del seguro médico como porcentaje del producto interno bruto ha aumentado del 4,0 % en 2000 al 7,1 % en 2014. En 2014, el gasto total en salud per cápita fue de 2531 dólares, frente a una media mundial de 1058 dólares, y el gasto público en salud per cápita fue de 1368 dólares.

## Hospitales

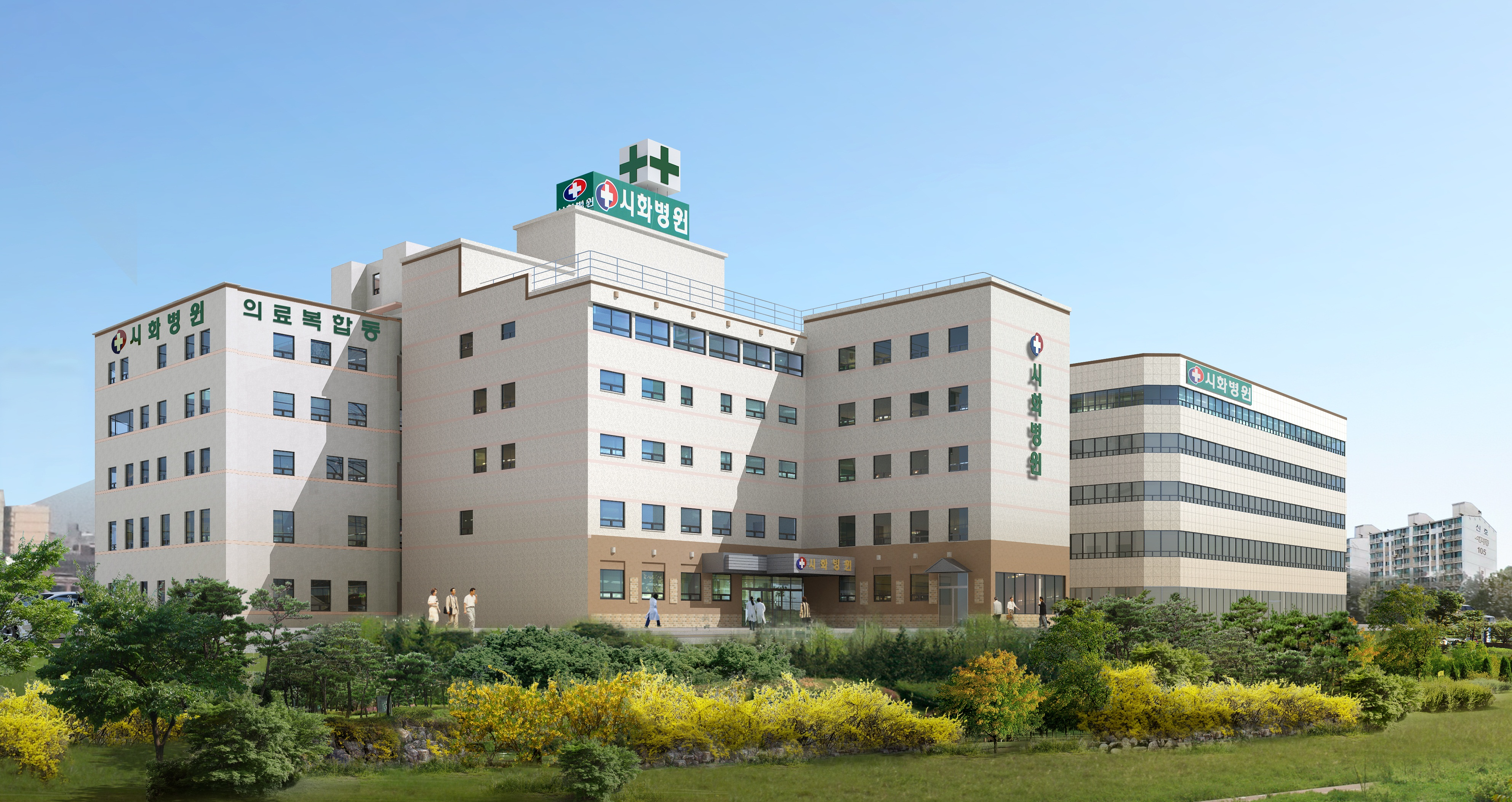
Hospital Sihwa en Gyeonggi

El número de camas de hospital por cada 1000 habitantes es de 10, muy por encima de la media de 5 de los países de la OCDE. Según Mark Britnell los hospitales dominan el sistema de salud. El 94 % de los hospitales (88 % de las camas) son de propiedad privada. Así, 30 de los 43 hospitales superiores están dirigidos por universidades privadas, mientras que 10 más son dirigidos por universidades públicas. El pago se realiza sobre la base de una tarifa por servicio. Los hospitales no cuentan con una subvención directa del gobierno; esto alienta a los hospitales a expandirse y desalienta los servicios comunitarios.
Se ha creado la Asociación Médica Internacional de Corea para fomentar el turismo médico. Cerca de 400 000 turistas médicos visitaron Corea del Sur en 2013 y se espera que ese número aumente a un millón en 2020. Comparado con los procedimientos realizados en Estados Unidos, los pacientes pueden ahorrar entre un 30 y un 85% si se someten al tratamiento en Corea del Sur. Se ha informado que algunos hospitales coreanos cobran más a los pacientes extranjeros que a los locales debido a un servicio personalizado como la traducción y la recogida en el aeropuerto. Como resultado, algunos turistas médicos se han quejado de que esto es injusto.